# Ed Nijpels
Eduardus Hermannus Theresia Maria Nijpels (Den Helder, 1 de abril de 1950) es un político y activista neerlandés, miembro del Partido Popular por la Libertad y la Democracia (VVD).

## Carrera

### Inicios y vinculación al VVD
Nijpels estudió Derecho Civil en la Universidad de Utrecht, en la que obtuvo una maestría en Derecho. Fue presidente de la organización política juvenil JOVD desde febrero de 1974 hasta noviembre de 1975, y trabajó como profesor de educación cívica en Roosendaal desde agosto de 1974 hasta junio de 1977. Tras las elecciones de ese mismo año, Nijpels fue elegido miembro de la Cámara de Representantes el 8 de junio, donde ejerció como primer ministro, presidió la Comisión de la Cámara sobre la aplicación de la ley y fue portavoz de Justicia y del Defensor del Pueblo. Después de que el líder del partido VVD y dirigente parlamentario Hans Wiegel anunciara su dimisión, apoyó a Nijpels como su sucesor, lo que ocurrió el 20 de abril de 1982.
Para las elecciones de 1982, Nijpels fue el Lijsttrekker (principal candidato) y, tras la formación de un gabinete con el líder democristiano Ruud Lubbers, formó el Gabinete Lubbers I, en el que Nijpels optó por permanecer como líder parlamentario. Para las elecciones de 1986 volvió a ser Lijsttrekker, pero poco después anunció su dimisión tras los decepcionantes resultados de las elecciones del 9 de julio de 1986. Tras la formación de un gabinete, la coalición continuó y Nijpels fue nombrado Ministro de Vivienda, Ordenación del Territorio y Medio Ambiente en el Gabinete Lubbers II, asumiendo su cargo el 14 de julio de 1986.
Tras las elecciones de 1989 regresó a la Cámara de Representantes y ejerció como primer ministro y portavoz de Ordenación del Territorio y Medio Ambiente. En marzo de 1990 fue nombrado alcalde de Breda, cargo que ocupó desde el 1 de abril de 1990 hasta el 1 de julio de 1995, fecha en la que fue nombrado director general de la Agencia de Servicios de Salud Laboral del Ministerio de Asuntos Sociales y Empleo. En diciembre de 1998 tomó protesta como nuevo Comisario de la Reina de Frisia, cargo que ocupó desde el 1 de enero de 1999 hasta el 1 de mayo de 2008.

### Otras actividades
Nijpels se alejó de la política activa y pasó a trabajar en los sectores privado y público como director de empresas y de organizaciones sin ánimo de lucro, tiempo en el que formó parte de varias comisiones y consejos estatales en nombre del Gobierno. Fue presidente de la asociación de ingenieros desde mayo de 2008 hasta mayo de 2015, de la asociación GeoBusiness desde septiembre de 2009 y de la confederación de Industria y Empresarios (VNO-NCW) desde julio de 2008 hasta marzo de 2015. Nijpels sigue siendo un activo defensor, lobista y activista del medio ambiente, el desarrollo sostenible, la conservación y el cambio climático.

## Condecoraciones
| Honores |                                           |              |                         |
| Cinta   | Condecoración                             | País         | Fecha                   |
|         | Caballero de la Orden del León Neerlandés | Países Bajos | 20 de noviembre de 1989 |
|         | Comandante de la Orden de Orange-Nassau   | Países Bajos | 20 de mayo de 2008      |